# Joseph Bonnet
Joseph Bonnet (ur. 17 marca 1884 w Bordeaux, zm. 2 sierpnia 1944 w Sainte-Luce) – francuski kompozytor i organista. Uczeń Louisa Vierne'a.

## Kompozycje
- Opus 1: Variations de concert na organy, 1908.

- Opus 2: Ave Maria na cztery głosy mieszane i organy. 1908.

- Opus 3: Poèmes d'automne na organy, 1908.
  - N°1 Lied des chrysanthèmes
  - N°2 Matin provençal
  - N°3 Poème du soir

- Opus 4: zaginiony
- Opus 5: Dwanaście utworów na organy, tom 1. 1909.
  - Prélude
  - Lamento
  - Toccata
  - Nocturne
  - Ave Maris Stella
  - Rêverie
  - Intermezzo
  - Fantaisie sur deux Noëls
  - Epithalame
  - Légende symphonique
  - Canzona
  - Rhapsodie catalane

- Opus 6. _ 1910.
  - Agnus Dei
  - 2e Ave Maria
  - (część 3 zaginiona)

- Opus 7: Dwanaście utworów na organy, tom 2. 1910.
  - Dédicace
  - Étude de concert
  - Clair de lune
  - Stella Matutina
  - Songe d'enfant
  - Chant du printemps
  - Prélude au Salve Regina
  - Romances sans paroles
  - Pastorale
  - Deuxième légende
  - Elfes
  - Caprice héroïque

- Opus 8
  - Pater Noster
  - Pie Jesu

- Opus 9: zaginiony
- Opus 10: Dwanaście utworów na organy, tom 3. 1913.
  - In memoriam Titanic
  - Ariel
  - Méditation
  - Moment musical
  - Consolation
  - Berceuse
  - Magnificat
  - Chaconne
  - Paysage
  - Angélus du soir
  - Interludes
  - Pisen Ceskeho Naroda, poème tchèque (dédicacé à la ville de Prague).

- Bez opusu:
  - Chant Triste (1925), à la mémoire de Joachim Gasquet.